# Aeschnophlebia nanlingensis
Aeschnophlebia nanlingensis – gatunek ważki z rodziny żagnicowatych (Aeshnidae). Występuje w południowo-wschodnich Chinach; stwierdzono go wyłącznie w prowincji Guangdong. Opisali go w 2008 roku Keith D.P. Wilson i Zai-Fu Xu, nadając mu nazwę Planaeschna nanlingensis.